# Prog (rivista)
Prog è una rivista britannica dedicata al rock progressivo, pubblicata da Future. La rivista, curata da Jerry Ewing, è stata lanciata nel marzo 2009 come spin-off di Classic Rock e tratta di artisti del passato e del presente.
Nel giugno 2015 fu poi fondata la versione italiana della rivista con il nome di Prog Italia.

## Storia
Prog nacque nel 2009 come spin off delle riviste Classic Rock e Metal Hammer della casa editrice Future.
Fino al 2012 la rivista fu pubblicata per 9 numeri all'anno, per poi passare a 10.
Secondo The Guardian nel 2010, la rivista vendeva 22 000 copie a numero, metà della tiratura del NME. Il giornalista e conduttore televisivo Gavin Esler lo ha descritto nel 2014 come "una delle poche riviste musicali che mi vengono in mente la cui circolazione è sana".
Il 19 dicembre 2016, TeamRock ha chiamato gli amministratori con la perdita di 70 posti di lavoro, dopo aver incontrato difficoltà finanziarie. [6] La scuderia di titoli di TeamRock, tra cui Classic Rock, Metal Hammer e Prog, ha temporaneamente sospeso la pubblicazione.
L'8 gennaio 2017, Prog, insieme alle riviste gemelle Classic Rock e Metal Hammer, sono state acquistate dai precedenti proprietari Future per £ 800.000.
Il 27 marzo 2018, la famiglia di riviste pubblicate da Future nel Regno Unito, tra cui Prog, hanno cambiato marchio per essere racchiuse sotto il titolo Louder (noto anche come Louder Sound), con loudersound.com che funge da principale portale online per le pubblicazioni.

## Prog Music Awards
Ogni anno nel mese di luglio la rivista organizza il Prog Music Awards, che premia i migliori musicisti del genere in base a varie classifiche.